# Zespół dworski w Kocmyrzowie
Zespół dworski w Kocmyrzowie – zespół dworski znajdujący się w Kocmyrzowie, w gminie Kocmyrzów-Luborzyca, w powiecie krakowskim. Obiekt w skład którego wchodzi: dwór oraz park ze stawem, został wpisany do rejestru zabytków nieruchomych województwa małopolskiego.
W połowie XIX wieku właścicielem folwarku był Leon Rzewuski, następnie około 1880 roku książę Honorat Caetani, a pod koniec XIX wieku Władysław Mycielski (1861–1939) i jego brat Stanisław Mycielski.
Starsza część obiektu wybudowanego na planie litery T pochodzi z połowy XIX wieku. Dwór parterowy, dach dwuspadowy. W ostatnim dwudziestoleciu XIX wieku dobudowano wysoko podpiwniczone parterowe skrzydło nakryte czterospadowym dachem z nowym wejściem w środkowym ryzalicie.
Dwór w otoczeniu dawnego parku krajobrazowego ze stawem.